# 마르셀 뒤프레
마르셀 뒤프레(Marcel Dupré, 본명: Marcel Jean-Jules Dupré, 1886년 5월 3일 ~ 1971년 5월 30일)는 프랑스의 오르가니스트, 작곡가, 교육학자이다.
아버지 Aimable Albert Dupré는 1911년부터 그가 사망할 때까지 새투앵 수도원(Saint-Ouen Abbey)의 명목상 오르가니스트였다. 마르셀이 10살이었을 때 친구 Aristide Cavaillé-Coll은 가정집에 오르간을 만들어주었다. 어머니 Marie-Alice Dupré-Chauvière는 음악 수업을 제공하던 첼로 연주자였으며 부모의 삼촌 Henri Auguste Dupré는 바이올리니스트이자 비올리스트였다.
1904년 파리 음악원에 들어가 피아노, 오르간, 푸가, 작곡을 공부했다. 1914년, 뒤프레는 그의 칸타타 Psyché를 통해 로마 대상을 수상했다. 12년 뒤 그는 파리 음악원에서 오르간 공연과 즉흥 연주의 교수로 임명되어 그 자리를 그가 사망하기 1954년까지 유지했다.
뒤프레는 오스트레일리아, 미국, 캐나다, 유럽에 걸쳐 2,000건이 넘는 오르간 연주회를 공연한 것으로 유명하며 여기에는 1920년 파리 음악원, 1921년 Palais du Trocadéro에서의 요한 제바스티안 바흐의 전체 작품 중 10개 콘서트의 연주회 시리즈가 포함되며 이들 모두 기억에 온전히 남을만한 공연이었다.

## 참고 자료
- Lynn Cavanagh. "The rise and fall of a famous collaboration: Marcel Dupré and Jeanne Demessieux." The Diapason (July 2005): 18–21.
- Lynn Cavanagh. "Marcel Dupré's “dark years”: unveiling his occupation-period concertizing." Intersections: Canadian Journal of Music 34, nos. 1-2 (2014): 33-57.
- Bruno Chaumet. Marcel Dupré, Souvenirs. Paris: Association des Amis de l'Art de Marcel Dupré, 2006.
- Robert Delestre. L'oeuvre de Marcel Dupré. Paris: Éditions "Musique Sacrée", 1952.
- Jeanne Demessieux. "L'art de Marcel Dupré." Études (Paris, April 1950).
- Rolande Falcinelli. Marcel Dupré, 1955: Quelques oeuvres. Paris: Alphonse Leduc, 1955.
- Bernard Gavoty. Marcel Dupré. Les grands Interprètes. Genève, Switzerland: Éditions René Kister, 1955.
- Michael Murray. French Masters of the Organ. New Haven: Yale University Press, 1998.
- Michael Murray. Marcel Dupré: The Work of a Master Organist. Boston: Northeastern University Press, 1985.
- Graham Steed. "Dupré and Demessieux: The master and the pupil." The American Organist 13 (March 1979): 36-37.
- Graham Steed. The Organ Works of Marcel Dupré. Hillsdale, NY: Pendragon Press, 1999.
- Vincent Warnier. Marcel Dupré (1886-1971). In Renaud Machart and Vincent Warnier (ed.): Les grands organistes du XXe siècle. Paris: Buchet-Chastel, 2018, 73-80.